# Саккелион, Иоанн
Иоанн Саккелион (греч. Ιωάννης Σακκελίων; 1815—1891) — греческий архивист, палеограф, библиотекарь, и педагог.

## Биография
Иоанн Саккелион родился в апреле 1815 года на греческом острове Наксос в Эгейском море в семье священника Константиноса; мать звали Мэри. Получив образование в родных местах отправился в Афины, где поступил рядовым на военную службу. Дослужившись до капрала был причислен к военному министерству, но в 1839 году подал в отставку по состоянию здоровья.

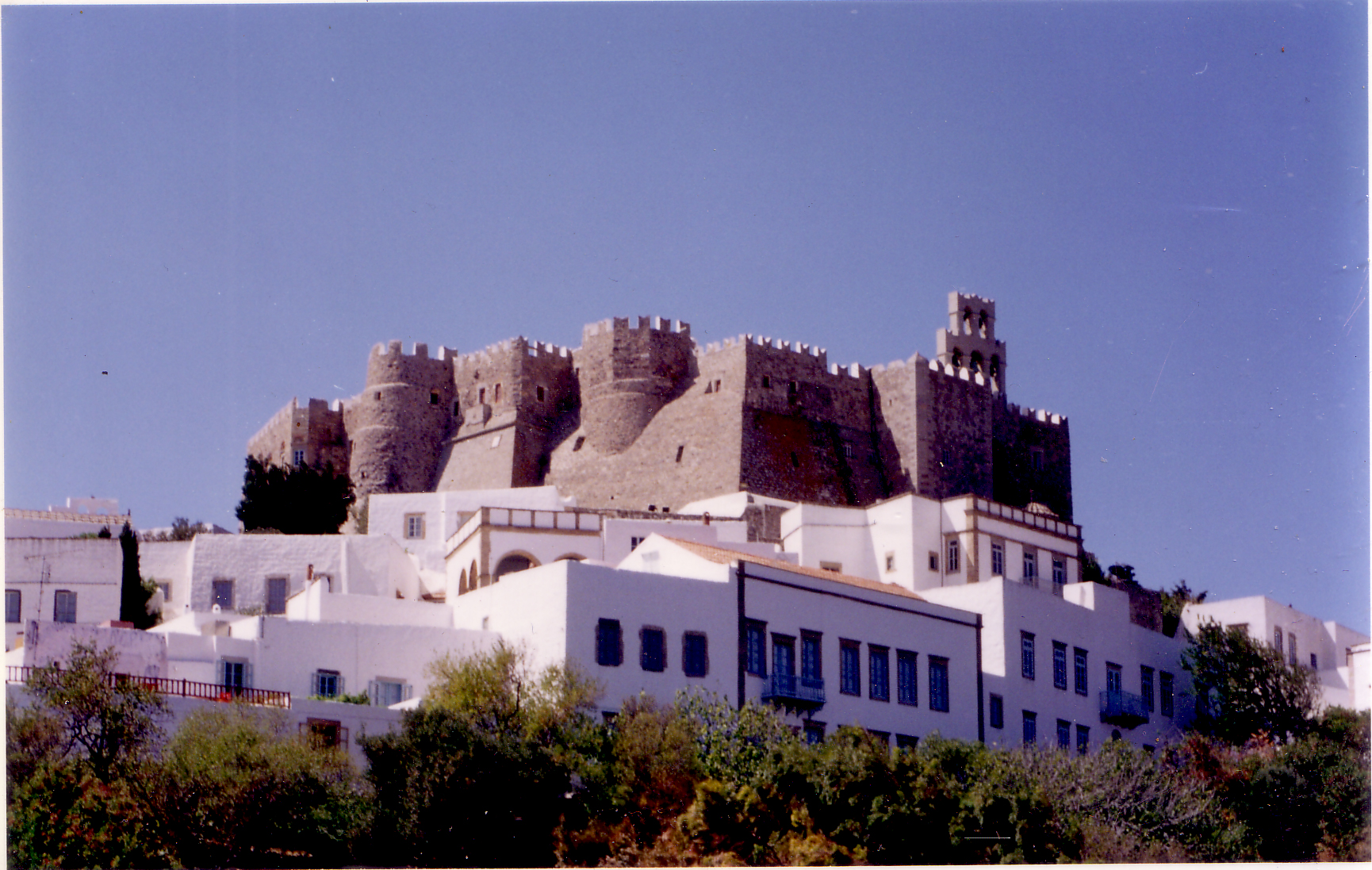
Монастырь Иоанна Богослова в библиотеке которого трудился Саккелион

Проживая на острове Патмосе, Саккелион работал учителем в Патмосской монастырской академии, потом заведовал отделением рукописей библиотеки Афинского университета. В этой должности он составил наиболее полное описание обширной библиотеки Монастыря Иоанна Богослова, важное не только для греческой палеографии, но и для церковной, политической и литературной истории; к описанию добавлено множество объяснений и примечаний; списки, время написания которых неизвестно, были категоризированы им по векам; было указано множество сочинений, бывших до тех пор совершенно неизвестными историкам.
Иоанн Саккелион умер 30 июля 1891 года.
В 1890 году собранные Саккелионом в патмосской библиотеке царские, патриаршие и частные акты изданы И. Миллером и Францем Миклошичем в VI т. «Acta et diplomata graeca medii aevi».
Помимо этого, Иоанн Саккелион составил каталог рукописей, поступивших в библиотеку Афинского университета из фессалийских метеорских монастырей. Перечень других его работ был помещён в «Записках греческого исторического и этнологического общества» за июль 1891 года.